# Perilissus compressus
Perilissus compressus là một loài tò vò trong họ Ichneumonidae.